# 이정란
이정란(李廷鸞, 1529년 ~ 1600년)은 조선 중기의 문신으로 임진왜란 때 공을 세웠다.

## 생애
본관은 전의, 자는 문보, 시호는 충경으로 전북 전주 출신이다. 1568년 증광문과에 병과로 급제해 교서정자, 저작박사를 거쳐 성균관전적을 지냈으나 사이가 안 좋은 정여립의 배척으로 해미 현감, 양재찰방, 개성부도사 등을 지냈다.
1592년 임진왜란이 왜군이 웅치 전투에서 관군과 의병을 무찌르고 전라도에 침입하자 64세의 노구로 부민을 거느리고 전주성을 지켰고 이 공으로 태상시첨정에 올랐고 군기시정을 거쳐 수원 부사와 공주 목사가 되었으나 진휼과 농정이 허술하다는 이유로 파직되었다.
1597년 정유재란 때에는 왜군이 전주성을 포위하여 큰 혼란이 일어나자 수성부장이 되어 전주성을 지키다가 전주부윤이 죽자 전주부윤 겸 삼도소모사로 제수되었다.
사후 전주의 한계서원에 배향되었고, 진안군 마령면에 사우가 있다.